# Обросов, Павел Николаевич
Павел Николаевич Обросов (1880 — 15 марта 1938) — советский врач-хирург, доктор медицины, профессор, организатор советского здравоохранения.

## Биография
Родился в Вологодской губернии в семье сельских учителей, брат профессора А. Н. Обросова, русский. После окончания начальной школы учился в Вологодской духовной семинарии. Сблизился с вологодскими политическими ссыльными, принимал участие в деятельности нелегальных марксистских кружков и был отчислен из семинарии.
Переехал в Томск, где в 1902 году поступил на медицинский факультет Томского университета. Вступил в члены городского комитета РСДРП, за антиправительственные выступления арестовывался в 1903, 1904 и 1905 годах. В 1911 году окончил университет со степенью «лекаря с отличием». В конце 1913 года защитил докторскую диссертацию по теме «Съемный шов на мочевом пузыре».
В 1914—1917 годах служил в Русской императорской армии в составе Томской запасной горной артиллерийской части.
В ходе установления Советской власти в декабре 1917 года был назначен председателем Совета народного здоровья при Томском губернском Совете рабочих и солдатских депутатов. Затем назначен уполномоченным Народного комиссариата здравоохранения РСФСР по Сибири, избран в члены Сибревкома.
В 1919 году по его инициативе был открыт медицинский факультет Иркутского университета.
В 1921 году был избран делегатом X-го съезда РКП(б). В 1921 году по его инициативе и при его активном участии был открыт Омский медицинский институт, в котором Павел Николаевич возглавил кафедру оперативной хирургии.
С 1923 года в Москве. В 1923—1927 годах начальник лечебной комиссии ЦК ВКП(б) и лечебно-санитарного управление Кремля, одновременно заместитель начальника курортного управления Народного комиссариата здравоохранения РСФСР.
В 1927 году избран заведующим кафедрой оперативной хирургии и топографической анатомии медицинского факультета 1-го Московского государственного университета. Одновременно назначен директором Института скорой помощи им. Склифосовского.
Арестован 27 июля 1937 года. Обвинен в провокаторской деятельности, приговорен 15 марта 1938 года Военной коллегией Верховного суда СССР к расстрелу. Расстрелян 15 марта 1938 года на полигоне «Коммунарка». Реабилитирован 10 декабря 1955 года определением Военной коллегии Верховного суда СССР.

## Семья
Брат — А. Н. Обросов (1895—1990), физиотерапевт, член-корреспондент АМН СССР, заслуженный деятель науки РСФСР.
Сыновья:
- Андрей Павлович Обросов (1911—1994)[2], главный специалист-технолог Гипронииздрава СССР
- Анатолий Павлович Обросов (1916—1972), дипломат, директор Дома Дружбы с народами зарубежных стран
- Владимир Павлович Обросов-Серов (1924—2008), архитектор, один из основателей благотворительного общества "Набат"
- Юрий Павлович Обросов (1924—2009), главный архитектор сектора в ЦНИИЭП учебных зданий со специализацией по библиотечному строительству
- Павел Павлович Обросов (1927—2010), учёный, преподаватель Московского финансового института[3][4]
- Игорь Павлович Обросов (1930—2010), живописец, народный художник РСФСР, академик Российской академии художеств

## Научные труды
Автор ряда научных работ, в том числе 2-х монографий и учебника, посвященных хирургии мочеполовых органов, опорно-двигательного аппарата и хирургической профпатологии.
- Хирургия плечевого пояса. — М., 1930
- Частная хирургия, в. 1—2 Т. — М., 1935 (ред. совм. с Богоразом Н. А.)
- Хирургия заболеваний мочеполовой системы. — М., 1936